# NGC 6991
NGC 6991 ist ein offener Sternhaufen im Sternbild Schwan.
Entdeckt wurde das Objekt am 14. September 1829 von John Herschel. Wilhelm Herschel´s NGC 6991 wurde am 27. September 1788 (Position: RA 20 55 36.0, Dec +47 24 30) entdeckt.